# 원담
원담(袁譚, ? ~ 205년)은 후한 말의 세력가 원소의 장남으로 자는 현사(顯思)이며 예주 여남군 여양현(汝陽縣) 사람이다. 원소 생전에 백부의 양자로 입적되었다. 원소가 삼남 원상을 후계자로 삼으려 했기 때문이었다. 그럼에도 청주를 거머쥐게 되면서 이를 기반으로 원소 사후에 원상과 골육상쟁을 벌였다. 패전을 거듭한 바람에 아버지의 원수인 조조를 끌어들였다. 원상을 유주로 축출하는 데까지는 성공했으나 어부지리를 노린 조조와의 승부에서 패사하였다.

## 생애

### 청주 제패
원소의 장남으로 태어났다. 원소는 나이 어린 삼남 원상을 총애해 후계자로 삼고자 원담을 형의 양자로 입적시키고 임의로 청주자사를 맡겨 내보냈다. 당시 원소의 청주에서의 직접적 영향력은 평원국의 일부에 그칠 뿐이었다. 원담은 우선 공손찬에 의해 청주자사로 앉아있던 전해를 북쪽으로 몰아냈다. 196년(건안 원년), 북해상(―相) 겸 후임 청주자사 공융도 격퇴하고 그 가족을 사로잡았다. 바닷가까지 무력을 과시하여 백성들의 지지도 얻었다. 조조가 표를 올려 정식으로 자사가 되게 해주었다.
콧대가 높아지고 사치와 유흥에 취하였다. 명예를 사모하여 빈객을 접대하고 선비를 공경하기는 했지만 농정(農政)을 등한시했으며 화언(華彦, 華彥), 공순(孔順)과 같은 아첨하는 소인배들을 신임해 곁에 두었다. 왕수 등은 그저 관직만 채우고 있을 뿐이었다. 처남은 군대를 거느리고 안쪽에 있어 도적들이 바깥의 논밭과 들을 노략하였다. 다른 부하에게는 모병을 시켰는데 뇌물을 받으면 면해주고, 없으면 징용하여 가난하고 약한 자들만 많았다. 이를 피해 숨으면 장병을 동원해 짐승을 잡아들이는 것처럼 험하게 색출하였다. 읍(邑)에 일만 호가 있어도 호적에 등록된 것은 수백 호를 넘지 않았고 세금 수입도 3분의 1이 되지 않았다. 인재들은 초빙해도 응해오지 않았다.
199년, 이전에 황제를 칭했었던 원술이 그 처지가 궁핍해져 청주를 통해 원소한테 가려 했다. 원담이 사람을 보내 맞이하려 했으나 조조가 유비와 주령을 출격시켜 차단하는 바람에 원술은 오지 못하였다. 유비는 서주자사 차주를 죽여 서주를 차지하고 원소와 통하였다. 200년, 유비가 조조에게 토벌당하여 청주로 피신해왔다. 전에 유비로부터 무재(茂才)로 천거받았었던 원담이 유비를 맞아들이고 원소에게 갈 수 있게 해주었다. 원소가 관도(官渡)에서 조조와 대전을 벌일 때 원담도 참전하였다. 원소군이 참패하여 원소와 같이 퇴각하였다.

### 원담을 제치고 세력을 승계한 원상
202년 5월(음력, 이하 모두 음력), 원소가 병사하였다. 그 계승자로 심배와 봉기는 원상을, 신평과 곽도는 원담을 밀었다. 여론은 맏아들이라는 이유에서 원담을 지지하였다. 평소 원담과 사이가 나빴던 심배와 봉기는 해를 입을까 두려워 원소의 본래 뜻이라 핑계 대며 원상을 추대하였다. 원담은 불만을 품고 아버지 원소가 그랬던 것처럼 멋대로 거기장군을 자칭하고는 위군 여양현(黎陽縣)에 주둔하였다. 원상은 원담에게 적은 병력만을 쥐어주면서 봉기를 파견하였다. 증원을 청했으나 심배 등의 반대로 이루어지지 않자 분노를 참지 못하고 봉기를 죽였다. 9월, 조조가 황하를 건너 북상해오기에 원상에게 다급함을 알렸다. 원상은 원담이 원군 병력을 가로챌까 우려하여 본거지인 업현은 심배에게 맡겨두고 자신이 직접 군을 이끌고 출전하였다. 203년 2월까지 근교에서 대판 싸운 끝에 성으로 패퇴하였다. 3월의 어느 날 밤, 포위당한 성에서 업성으로 탈주하였다. 4월, 조조가 업까지 진격해왔다. 5월, 조조를 막아내는 데에 성공하여 조조가 철군하였다.

### 내분의 본격화
원상에게 “내 갑옷이 보잘것없어 조조한테 졌었다. 패주하는 조조군이 채 도하하기 전에 엄습한다면 궤멸시킬 수 있다”고 헌책했으나 거부당했으며 병사는커녕 갑옷도 받지 못했다. 원담은 대노하였고 곽도와 신평은 원소 생전에 원담이 백부의 대를 잇게 된 것도 심배의 모략이었다고 진술하였다. 비로소 업성을 공격했다가 패하여 발해군 남피현으로 도주하였다. 별가(別駕) 왕수가 원담을 보필하러 관민들을 데리고 청주로부터 달려왔다. 반면에 유순(劉詢)은 평원국 탑음현(漯陰縣, 濕陰縣)에서 반기를 들었고 많은 성들이 호응할 정도로 청주가 흔들렸다. 동래태수 관통이 처자식을 포기하고 빠져나왔으므로 낙안태수(樂安太守)로 삼았다. 원담은 여전히 원상을 치려 하였다. 왕수가 간하길, “형제란 양손과 같습니다. 오른손을 자르고 싸움에 임하면서 이길 것이라 자신한다는 게 가당키나 하겠습니까? 형제도 저버리는 이를 천하의 그 누가 친밀히 대하겠습니까? 하루아침의 이득을 갈망하여 형제를 싸우도록 이간하는 자들의 말은 귀를 막고 듣지 마소서. 간신들을 참하고 다시 친목한다면 천하도 횡행할 수 있습니다.”라 하였으나 듣지 않았다.

### 원수와의 제휴
원상이 쳐들어왔다. 원담이 대패하여 평원국까지 후퇴하는 등 궁지에 몰렸다. 곽도가 진언하기를, “장군의 나라는 작고 군사는 적으며 양식도 다하여 원상을 감당하기가 어렵습니다. 못난 제 생각으로는 조조더러 원상을 잡아달라 하는 것이 어떻겠습니까? 조조는 업부터 칠 테고 원상은 돌아갈 것입니다. 그 기회에 장군께서 서쪽으로 향하신다면 업에서 북쪽까지 모조리 획득할 수 있습니다. 원상군이 깨진다면 그 잔당을 흡수해 조조를 저지하면 되고, 조조는 원정 길에 군량이 이어지지 않아 반드시 환군할 것입니다. 그러면 조국(趙國) 이북을 온전히 장악하여 조조에 대적할 수 있게 됩니다.”라 하였다. 처음에는 받아들이지 않다가 결국 승인하여 신비를 조조에게 보냈다. 원소의 우방이었던 유표가 원담과 원상에게 각기 서신을 보내 화해를 권했지만 양쪽 다 따르지 않았다.
원담의 요청에 응한 조조가 다시 북진하여 10월, 여양에 다다랐다. 원상은 평원을 내버려두고 철병할 수밖에 없었다. 원상의 장수 여광과 여상(고상, 高翔)은 동군 양평현(陽平縣)에 자리하고 있다가 조조에게 귀부하였다. 원담이 몰래 장군인(將軍印)을 새겨 이들에게 주며 회유하는 것을 여광이 조조에게 보고하였다. 원담의 기만책을 알아챈 조조는 자신의 아들 조정(曹整)과 원담의 딸을 결혼시켜 안심시키고는 귀환하였다.

### 원상의 축출과 조조와의 결전
204년 3월, 원상이 평원으로 출진하면서 이번에도 업에는 심배를 남겼다. 심배가 편지를 보내와 그간의 사정을 변명하고 모든 문제의 원흉을 곽도로 지목하며 베라고 하였다. 이를 읽고 눈물이 흘렀지만 곽도의 강권이 있었을 뿐더러 그간 흘린 피가 너무나 많아 이제와 돌이킬 수는 없었다. 그 사이 조조는 업에서 공성전을 벌였다. 7월, 업의 전황이 심각해져 원상이 철수하였다. 원담은 감릉국(舊 청하국), 안평군(安平郡), 발해군, 하간국을 정복하였다. 원상은 조조에게 완파되어 중산군으로 도망쳤다. 원담이 이마저 분쇄하여 원상을 기주에서 완전히 내쫓고 그 잔병을 거두어들였다. 원상은 형이자 유주자사인 원희에게 의지하고자 탁군 고안현(故安縣)으로 도피했다.
드디어 조조가 원담의 딸을 돌려보내고 친히 진군해왔다. 원담은 일단 용주(龍湊)에서 맞섰다가 섣달, 남피로 물러나 청하(淸河)를 끼고 항전하였다. 205년(건안 10년) 정월, 결국 완패하여 급히 말을 몰아 달아났지만 조순의 호표기가 집요하게 추격해와 끝내 뿌리치지 못하고 낙마하였다. 달려온 기병에게 자신을 풀어준다면 부귀를 주겠다고 제안하려는데 채 말이 끝나기도 전에 머리가 잘려 땅에 떨어졌다. 남은 처자도 주륙당했으며 원담의 시체는 왕수가 조조의 허락을 받고 수습해 장사지냈다.

## 삼국지연의
사서가 아닌 소설 《삼국지연의》에서도 원소의 장자이자 청주자사로 나온다. 서주를 잃고 청주로 도주해온 유비를 영접하면서 첫 등장한다. 창정 전투에 이어 여양 전투에도 참여하는데 후계 자리를 원상에게 뺏겨 반목한다. 조조와의 서전에서 가공의 수하 왕소(汪昭)가 서황한테 목숨을 잃는다. 그로 인해 전투에서 지고 여양성으로 철수한다. 원상은 고작 5,000명만 원조하는데 그마저 악진과 이전에게 전멸한다. 진영에 와있던 봉기를 닦달해 서찰을 쓰게 했는데도 원상이 지원을 거절하므로 봉기를 참한 후 조조에게 항복하려 한다. 그제야 원상이 몸소 도우러 온다. 이후의 전개는 큰 틀에서 사서와 비슷하게 흘러간다. 중간에 가공의 부하 잠벽(岑璧)이 원상의 대장 여광과의 대결에서 고꾸라지기도 한다. 조조와는 사돈지간이 되는 것이 아니라 예비 장인과 사위의 관계로 변경되었다. 남피 전투에서 가공의 수하 팽안(彭安)이 서황과 교전하여 쓰러지는 등 상황이 좋지 않아 신평을 보내 항복 의사를 밝힌다. 교섭에 실패하고 돌아온 신평을 의심한 탓에 신평이 분사한다. 죽기 살기로 돌격을 감행하지만 조홍에게 최후를 맞는다.

## 섬긴 사람들
| - 곽도 - 관통 - 공순(孔順) - 신비 - 신평 - 엄경(嚴敬) - 원상 쪽인지, 원담 쪽인지 불확실 | - 왕수 - 유순(劉詢) - 유헌(劉獻) - 이부 - 화언(華彥, 華彦) |

## 가계
- 친부 : 원소
  - 친형제 : 원희, 원상, 원매(?)

## 같이 보기
- 삼국지 인물 목록

## 참고 문헌
- 《후한서》74권下 열전 제64下 원소 자 담
- 《삼국지》6권 위서 제6 원소